# Мустафа аль-Бассас
Мустафа Махди аль-Бассас (араб. مصطفى مهدي البصاص‎, 2 июня 1993, Джидда) — саудовский футболист, полузащитник сборной Саудовской Аравии и клуба «Аль-Ахли» из Джидды.

## Клубная карьера
Мустафа аль-Бассас — воспитанник клуба «Аль-Ахли» из своей родной Джидды. 7 октября 2012 года он дебютировал в саудовской Про-лиге, выйдя в основном составе в гостевом поединке против «Наджрана». 30 ноября того же года аль-Бассас забил свой первый гол в главной лиге страны, увеличив отрыв своей команды в принципиальном противостоянии с «Аль-Иттихадом». 24 января 2013 года он сделал дубль в первом тайме гостевой игры с «Хаджером».

## Карьера в сборной
14 ноября 2012 года Мустафа аль-Бассас дебютировал в составе сборной Саудовской Аравии в домашнем товарищеском матче против команды Аргентины, выйдя на замену после перерыва. Помимо товарищеских игр он также выступал за свою страну в отборочном турнире Кубка Азии 2015 и Кубке наций Персидского залива 2014. На Кубке Азии 2015, проходившем в Австралии, Мустафа аль-Бассас сыграл лишь в одном поединке, выйдя в основном составе в матче с Китаем.

## Достижения
«Аль-Ахли»
- Чемпион Саудовской Аравии (1): 2015/16
- Обладатель Кубка наследного принца Саудовской Аравии (1): 2014/15
- Обладатель Саудовского кубка чемпионов (1): 2016
- Обладатель Суперкубка Саудовской Аравии (1): 2016